# Lijst van voetbalinterlands Benin - Mozambique
Deze lijst van voetbalinterlands is een overzicht van alle officiële voetbalwedstrijden tussen de nationale teams van Benin en Mozambique. De Afrikaanse landen speelden tot op heden drie keer tegen elkaar. De eerste ontmoeting was een groepswedstrijd tijdens de Afrika Cup 2010 op 12 januari 2010 in Benguela (Angola). Het laatste duel, een kwalificatiewedstrijd voor de Afrika Cup 2023, werd gespeeld in Maputo op 9 september 2023.

## Wedstrijden
| № | Plaats   | Datum            | Competitie                   | Wedstrijd          | Uitslag |
| - | -------- | ---------------- | ---------------------------- | ------------------ | ------- |
| 1 | Benguela | 12 januari 2010  | Afrika Cup 2010              | Mozambique − Benin | 2 − 2   |
| 2 | Cotonou  | 8 juni 2022      | Afrika Cup 2023 kwalificatie | Benin − Mozambique | 0 − 1   |
| 3 | Maputo   | 9 september 2023 | Afrika Cup 2023 kwalificatie | Mozambique − Benin | 3 − 2   |

## Samenvatting
| Competitie              | Totaal gespeeld | Winst Benin | Gelijk | Winst Mozambique | Doelsaldo Benin – Mozambique |
| ----------------------- | --------------- | ----------- | ------ | ---------------- | ---------------------------- |
| Afrika Cup              | 1               | 0           | 1      | 0                | 2 − 2                        |
| Afrika Cup-kwalificatie | 2               | 0           | 0      | 2                | 2 − 4                        |
| Totaal                  | 3               | 0           | 1      | 2                | 4 − 6                        |

Wedstrijden bepaald door strafschoppen worden, in lijn met de FIFA, als een gelijkspel gerekend.
FBF · 
Benins vrouwenelftal · Olympisch elftal
Algerije ·
Angola ·
Burkina Faso ·
Burundi ·
Congo-Brazzaville ·
Congo-Kinshasa ·
Egypte ·
Equatoriaal-Guinea ·
Ethiopië ·
Gabon ·
Gambia ·
Ghana ·
Guinee ·
Guinee-Bissau ·
Ivoorkust ·
Kameroen ·
Lesotho ·
Liberia ·
Libië ·
Madagaskar ·
Malawi ·
Mali ·
Marokko ·
Mauritanië ·
Mozambique ·
Namibië ·
Niger ·
Nigeria ·
Oeganda ·
Oman ·
Rwanda ·
Sao Tomé en Principe ·
Senegal ·
Sierra Leone ·
Soedan ·
Tanzania ·
Togo ·
Tsjaad ·
Tunesië ·
Verenigde Arabische Emiraten ·
Zambia ·
Zimbabwe ·
Zuid-Afrika ·
Zuid-Soedan
FMF · 
A-internationals · 
Mozambikaans vrouwenelftal
1970 – 1979 · 
1980 – 1989 · 
1990 – 1999 · 
2000 – 2009 · 
2010 – 2019 ·
2020 − 2029
Afrika Cup 1986 · 
Afrika Cup 1996 · 
Afrika Cup 1998 · 
Afrika Cup 2010
Algerije ·
Angola ·
Benin ·
Botswana ·
Burkina Faso ·
Centraal-Afrikaanse Republiek ·
Comoren ·
Congo-Brazzaville ·
Congo-Kinshasa ·
Egypte ·
Eritrea ·
Ethiopië ·
Gabon ·
Ghana ·
Guinee ·
Guinee-Bissau ·
Ivoorkust ·
Kaapverdië ·
Kameroen ·
Kenia ·
Lesotho ·
Libië ·
Madagaskar ·
Malawi ·
Mali ·
Marokko ·
Mauritanië ·
Mauritius ·
Namibië ·
Niger ·
Nigeria ·
Oeganda ·
Oman ·
Portugal ·
Rwanda ·
Senegal ·
Seychellen ·
Soedan ·
Somalië ·
Swaziland ·
Tanzania ·
Togo ·
Tunesië ·
Vietnam ·
Zambia ·
Zimbabwe ·
Zuid-Afrika ·
Zuid-Soedan